# Koray Arslan
Koray Arslan (* 1. Oktober 1983 in Bor) ist ein türkischer Fußballspieler.

## Karriere
Arslan stammt aus der Jugend von Bucaspor. Hier begann er auch seine Profikarriere. Am 25. Februar 2001 bestritt er sein erstes Spiel beim 0:0 gegen Eskişehirspor. Auf sein erstes Pflichtspieltor musste er bis zum 16. Februar 2003 warten. Bei der 1:2-Niederlage gegen Küçükköyspor erzielte er den einzigen Treffer seiner Mannschaft. Nach zwei Jahren bei Göztepe Izmir und Karşıyaka SK mit wenigen Einsätzen wechselte er zur Saison 2005/06 zu Güngören Belediyespor. Hier avancierte er zum Stammspieler und absolvierte in 1½ Jahren 48 Spiele. Mit seinen guten Leistungen machte er auf sich aufmerksam und erhielt ein Angebot vom damaligen Zweitligisten Eskişehirspor.
Zur Winterpause der Saison 2007/08 unterschrieb er schließlich einen Vertrag bei Eskişehirspor. Hier feierte er 2008 mit dem Aufstieg in die erste türkische Fußballliga bereits einen großen Erfolg. Mit Serdar Özbayraktar, Doğa Kaya, Sezgin Coşkun und Arslan blieben lediglich vier Spieler des Aufstiegsjahres im Kader und sind auch in der Saison 2010/11 im Team vertreten.
In der Saison 2012/13 wechselte Arslan zum Ligakonkurrenten Medical Park Antalyaspor. Nachdem dieser Verein am Ende der Saison 2013/14 den Klassenerhalt verfehlt hatte, wechselte zum Erstligisten Gaziantepspor. Am letzten Spieltag der Wintertransferperiode 2014/15 wechselte er zu Akhisar Belediyespor.
Zur Saison 2015/16 wechselte er zurück zu seinem alten Verein Antalyaspor. Im Frühjahr zog er zu seinem früheren Verein Gaziantepspor weiter und spielte hier bis zum Sommer 2016.